# Liste historischer Staaten in Afrika

Eine Auswahl vorkolonialer Staaten in Afrika. Die dargestellten Grenzen sind teilweise umstritten.

In Afrika gab es vor der Eroberung durch die Europäer während der Zeit des Kolonialismus zahlreiche Staaten. Die meisten von ihnen waren Monarchien (Königreiche) und basierten auf traditionell afrikanischen Herrschaftsformen. Die folgende Liste gibt einen Überblick:

## Staaten des Altertums und der Antike
- Agisymba
- Aksumitisches Reich
- Ägypten
- Da’amot
- Karthago
- Kerma
- Kusch / Nubien, siehe dazu auch Meroe
- Kyrene
- Mauretanien (Königreich)
- Numidien („Reich des Massinissa“)
- Punt (Goldland)
- Vandalen-Reich

## Staaten des Mittelalters
- Al-Abwab
- Kaiserreich Abessinien (Äthiopien), siehe dazu auch Geschichte Äthiopiens
- Ardra
- Fessan
- Ghana-Reich, siehe dazu auch Geschichte Malis
- Kanem und Bornu
- Kyrenaika, siehe auch Plateau von Barka
- Königreich Lado
- Mali-Reich, siehe auch Geschichte Malis
- Königreiche in Nubien
  - Alwa
  - Dotawo
  - Makuria
  - Nobatia
- Songhaireich, siehe dazu auch Geschichte Malis
  - Dendi
- Tekrur
- Groß-Simbabwe

## Staaten der vorkolonialen Neuzeit

### Nordafrika
- Almoraviden-Reich
- Omdurman (Kalifat) (Staat der Mahdisten)
- Sultanat Fezzan
- Tripolitanischer Staat (1912–1913)
- Tripolitanische Republik (1918–1922)
- Barbareskenstaaten
  - Regentschaft Algier (1659–1830)
  - Regentschaft Tripolis (1603–1835)
  - Regentschaft Tunis (1591–1881)
  - Sultanat Marokko

### HeutigesÄthiopien/Horn von Afrika
- Kaiserreich Abessinien, siehe dazu auch Geschichte Äthiopiens
- Königreich Amhara, siehe auch Amhara
- Awsa
- Königreich Garo
- Königreich Gera
- Königreich Gomma
- Königreich Gumma
- Sultanat Ifat
- Königreich Jimma
- Königreich Janjero
- Königreich Kaffa, siehe auch Kaffa (Region)
- Königreich Limmu-Ennarea
- Königreich Shewa
- Königreich Tigray, siehe auch Tigray (Region)
- Sultanat Adal
- Sultanat Harar, siehe auch bei Adal

### Westafrika
- Ardra und die Nachfolgereiche der Adja:
  - Allada („Groß-Ardra“)
  - Klein-Adra
  - Königreich Dahomey
- Sultanat Aïr
- Akan-Staaten
  - Aschantireich
  - Königreich Akwamu
  - Königreich Banda
  - Königreich Bono
  - Königreich Denkyra
  - Königreich Gonja
  - Fanti-Konföderation
- Staaten der Bambara:
  - Segu
  - Kaarta
- Benin (Königreich)
- Sultanat Baguirmi
- Elmina
- Fulbereiche
  - Adamaua
  - Fouta Djallon
  - Fouta Toro
  - Bondu
  - Denanke
  - Djelgodji
  - Gwandu
  - Massina-Reich
  - Liptako
- Gulmu (= Gourma, Gurma)
- Hausastaaten (islamisch-afrikanische Stadtstaaten), siehe auch Hausa
  - Biram
  - Borgu
  - Daura
  - Gobir
  - Gwari
  - Kano
  - Katsina
  - Kebbi
  - Kwararafa (wird oft als Hausastaat gezählt, obwohl Überlieferungen nach vom Volk der Jukun / Njukun gegründet)
  - Rano
  - Sokoto (Sultanat)
  - Yawri / Jauri
  - Emirat Zaria siehe auch Zaria
  - Emirat Zamfara siehe auch Zamfara
- Kanem-Bornu
- Mandara-Reich
- Mande/Mandinka-Staaten
  - Kaabu / Gabú
  - für weitere siehe Liste der historischen Reiche in Gambia
- Maryland in Liberia bestand von 1834 bis 1857 am Cape Palmas
- Moogo (Mossi-Reiche)
  - Boussouma
  - Boulsa
  - Koupéla
  - Mané
  - Ouagadougou (Reich) (= Wogdgo)
  - Tenkodogo (Reich)
  - Reich Yatenga
- Königtum Dagomba (siehe auch: Nordterritorien der Goldküste für das spätere britische Protektorat)
- Darfur / Fur-Sultanat
- Koya (Reich der Temne)
- Nupe
- Reich Wadai
- Wolof-Staaten, siehe auch Wolof
  - Baol
  - Cayor
  - Jolof
  - Saloum
  - Waalo
- Kénédougou (Reich)
- Reich Kong
- Samory-Reich, siehe auch Samory Touré
- Sine (Staat der Serer)
- Yorùbá-Staaten
  - Gbagura
  - Ibadan
  - Ifé
  - Ijebu
  - Owu
  - Königreich Oyo
- Emirat Zabarima

### Zentral- und Ostafrika
- Königreich Adrar
- Aro-Konföderation
- Königreich Bamum (1394–1884)
- Bantu-Reiche
  - An der Kongomündung und im heutigen Angola (etwa 15.–18. Jahrhundert):
    - Benguela
    - Kongo
    - Loango
    - Kakongo
    - Ndongo bzw. Ngola-Reich

  - Königreiche der Afrikanischen Großen Seen:
    - Königreich Ankole bzw. Nkole
    - Babembe
    - Bahunde
    - Banande
    - Bufuriru
    - Bugabo
    - Banyoro (bzw. Bunyoro, Bunjoro)
    - Buganda
    - Buha
    - Buhavu
    - Buhweju
    - Bujiji
    - Bukerebe, siehe auch Ukerewe
    - Königreich Burundi bzw. Urundi, siehe auch Liste der Könige von Burundi und Burundi
    - Bushi
    - Bushingo
    - Bushubi
    - Busoga
    - Buzinza
    - Buyungu
    - Buzinza
    - Gisaka
    - Heru
    - Igara
    - Ihangiro
    - Karagwe
    - Kimwani
    - Kiziba
    - Kyamutwara
    - Kyania
    - Mirambo
    - Mpororo
    - Mubari
    - Muhambwe
    - Nkore
    - Königreich Ruanda, siehe auch Liste der Könige von Ruanda und Ruanda
    - Ruguru
    - Rusubi
    - Sukuma
    - Königreich Toro

  - Um den Sambesi und Limpopo (etwa 13.–19. Jahrhundert):
    - Barue
    - Bangwato (Königreich der Bamangwato)
    - Butua
    - Königreich Gaza
    - Kiteve
    - Manica
    - Maravi
    - Monomotapa (Munhumutapa-Reich, Mutapa-Reich, Karanga-Reich)
    - Mtetwa-Reich
    - Königreich Barotse, siehe auch Lozi (Volk)
    - Shona

  - Im Kongobecken:
    - Sultanat Bang Assu (um 1780–1917)
    - Cokwe
    - Kasanje
    - Kasongo
    - Msidis Reich / Yeke (Reich)
    - Kuba-Föderation
    - Königreich Lunda (17.–19. Jh.)
    - Königreich Luba (16.–19. Jh.)
    - Sultanat Rafaï (um 1800–1939)
    - Yaka
    - Sultanat Zémio (um 1800–1923)
- Gonja
- Gwiriko
- Kazembe
- Khasso / Xaaso
- Lado (Königreich)
- Logone-Staaten
  - Kousséri
  - Logone-Birni
  - Makari-Goulfey
- Reiche auf Madagaskar
  - Betsileo-Staat
  - Merina-Staat: Königreich Madagaskar
  - Sakalava-Staat
- Matabele-Königreich
- Ovimbundu
- Sahé
- Sannar bzw. Sennar
- Sultanat Sansibar, siehe auch Sansibar
- Taqali
- Uterera (Sultanat)
- Witu

### Südliches Afrika
- Zululand

#### Burenrepubliken
- Republik Graaff-Reinet (1795–1796)
- Republik Goshen (1882–1883)
- Griqua-Länder:
  - Klipdrift Republic bzw. Griqualand West
  - Neu-Griqualand bzw. Griqualand East
  - Philippolis
  - Waterboersland
- Klein Vrystaat (1886–1891)
- Republik Lydenburg (1856–1860)
- Republik Natalia (1839–1843), siehe auch Natal
- Nieuwe Republiek (1884–1888)
- Oranje-Freistaat (1854–1902)
- Stellaland (1883)
- Vereinigte Staaten von Stellaland (1883–1885)
- Südafrikanische Republik, auch Transvaal-Republik (1857–1902)
- Republik Swellendam (1795)
- Republik Utrecht (1854–1860)
- Republik Winburg-Potchefstroom (1844–1857)
- Republik Upingtonia (1885–1887)

## Nicht mehr existente oder umbenannte Staaten der späteren Neuzeit
- Anjouan (1997–2001 und 2007 von den Komoren losgelöst)
- Biafra (1967–1970 international kaum anerkannter Staat im südlichen Nigeria)
- „Republik Benin“ (1967 kurzlebiger Staat im westlichen Nigeria)
- Dahomey (1975 in die Volksrepublik Benin umbenannt), siehe auch Königreich Dahomey
- Jubaland (1998–2001 von Somalia losgesagt, danach Teil von Südwestsomalia)
- Katanga (1960–1966 von der Demokratischen Republik Kongo für unabhängig erklärt)
- Mali-Föderation (1959–1960 Zusammenschluss von Mali und dem Senegal)
- Mohéli (1997–2001 von den Komoren losgelöst)
- Obervolta (1984 in Burkina Faso umbenannt)
- Volksrepublik Pemba (1964 kurz unabhängig, danach zu Volksrepublik Sansibar und Pemba, dann zu Tansania)
- Rif-Republik (1921–1926 von Spanisch-Marokko losgelöst)
- Föderation von Rhodesien und Njassaland (auch Zentralafrikanische Föderation, weitgehend autonom 1953 bis Ende 1963)
- Rhodesien (1965–1979 schließlich erfolglose Loslösung vom Vereinigten Königreich)
- Rwenzururu (hatte sich 1963 bis 1982 von Toro und Uganda losgesagt)
- Sansibar Sultanat Sansibar (1963–1964 konstitutionelle Monarchie)
- Volksrepublik Sansibar und Pemba Volksrepublik Sansibar und Pemba (1964 aus dem Sultanat hervorgegangen, im gleichen Jahr mit Tanganjika zu Tansania vereinigt)
- Süd-Kasai (1960–1961 de facto unabhängig von Kongo-Léopoldville)
- Südwestsomalia (2002–2006 von Somalia losgesagt)
- Tanganjika (1961–1964 unabhängiger Staat, 1964 mit Sansibar zu Tansania vereinigt)
- Vereinigte Arabische Republik (1958–1961 Zusammenschluss von Ägypten und Syrien)
- Zaire (1971–1997 Name der Demokratischen Republik Kongo)
- Zentralafrikanisches Kaiserreich (1976–1979 Name der Zentralafrikanischen Republik)
- Simbabwe–Rhodesien (1979)

### Homelands

#### Homelandsinnerhalb Südafrikas
- Gazankulu, in der Provinz Transvaal
- KaNgwane, in der Provinz Transvaal
- KwaNdebele, in der Provinz Transvaal
- KwaZulu, in der Provinz Natal
- Lebowa, in der Provinz Transvaal
- QwaQwa, in der Provinz Oranje-Freistaat

#### Homelandsinnerhalb Südwestafrikas
- Damaraland
- Hereroland
- Kaokoveld
- Okavangoland
- / Ostcaprivi (Lozi)
- Ovamboland

#### Formal unabhängigeHomelands(TBVC-Staaten)
- Transkei (1976–1994)
- Bophuthatswana (1977–1994)
- Venda (1979–1994)
- Ciskei (1981–1994)